# Austin-Healey 100
Austin-Healey 100 — спортивний автомобіль, що виготовлявся британською компанією Austin-Healey у 1953—1956 рр.
Виконаний на базі Austin A90 Atlantic легковик Healey Hundred призначався для виробництва на малій "Автомобільній компанії Хіллі" (Healey car company) у Ворику. Однак представлений на Лондонському автосалоні 1952 р. екземпляр зацікавив Леонарда Лорда (Leonard Lord) — виконавчого директора Austin, що шукав заміну неуспішному Austin A90. Дизайн кузова створив Геррі Кокер (Gerry Coker), а конструкцію шасі Баррі Білбі (Barry Bilbie). Лонжеронна рама останнього для забезпечення жорсткості конструкції містила х-подібну поперечину. Для зниження центру маси (і загальної висоти кузова) задній міст кріпився до рами не знизу, а зверху.
Леонард Лорд уклав угоду з Дональдом Хіллі (Donald Healey). Кузова для автомобілів виконувались компанією Jensen Motors, а інші компоненти поставлялись із заводу Austin у Лонгбриджі. Легковик перейменували у Austin-Healey 100.
Число «100» у позначенні відображало максимальну швидкість у 100 миль/год (160 км/год). Однак у наступника — Austin-Healey 3000 індекс відображав робочий об'єм двигуна.
Виробництво Austin-Healey 100 закінчилось на заводі "Остін" у Лонгбриджі паралельно із Austin A90. Як вже зазначалось із заводу Jensen у Вест-Бромвічі поставлялись повнокомплектні кузова та рами, аналогічно як і з Austin A40 Sports. Загалом було виготовлено 14634 автомобіля.
Модель 100 була першою з трьох «Великих Хіллі», названих так для відмінності від малих по габаритах Austin-Healey Sprite. «Великі Хіллі» зазвичай розрізняють за тризначним індексом, оскільки назви моделей не відображають у повній мірі конструктивних відмінностей автомобілів.

## BN1
Перші моделі 100 (серія BN1) комплектувались 4-циліндровими рядними двигунами від Austin A90. Робочий об'єм довгохідних агрегатів становив 2,66 л, діаметр циліндра 87,3 мм (3,4 дюйми), хід поршня 111,1 мм (4,4 дюйми), максимальна потужність 90 к.с. (67 кВт). Трансмісія була 3-східчаста з 2-східчастим мультиплікатором на двох вищих передачах.
Гальмівні механізми усіх коліс були барабанними (діаметр 11 дюймів або 279,4 мм), виробництва компанії Girling. Для зниження вартості підвіска була аналогічна Austin A90, хоча з деякими змінами. Кермовий механізм — черв'як-ролик. Передня підвіска — незалежна пружинна з подвійними поперечними важелями, задня — залежна: нерозрізний міст на двох поздовжніх напівеліптичних ресорах.
У 1953 р. журнал The Motor протестував модель BN1. Її максимальна швидкість становила 106 миль/год (171 км/год), розгін 0—60 миль/год (97 км/год) за 11,2 с. Витрата палива 22,5 милі на імперський галон (12,6 л/100 км, 18.7 mpg‑US). Тестовий автомобіль коштував £1063 (враховуючи податки) 
З травня 1953 р. по серпень 1955 р. було виконано 10030 автомобілів серії BN1. Модель BN1 1954 р. (номер шасі #446766*4) представлена на виставці у Боневілі (висохлому соленому озері) у Фонді автомобільного музею Сімеона (Simeon Foundation Automotive Museum) у Філадельфії.

## BN2

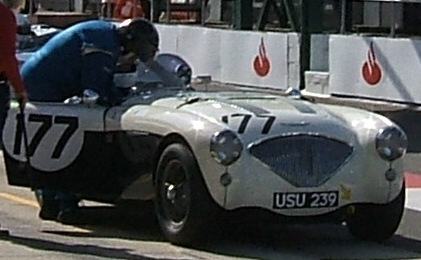
Austin-Healey 100M

Автомобілі серії BN2 мали 4-східчасту трансмісію, також з "овердрайвом" на двох вищих передачах. Інші відмінності між BN2 та BN1: трохи більші арки передніх коліс, інший задній міст, двоколірне фарбування кузова як опція.
- У 1955 р. з'явилась потужніша модель 100М з іншими карбюраторами, коробом для холодного повітря, розподільчим валом, що забезпечував більший хід клапана, ступенем стиску 8,1 (інші поршні). Потужність двигуна становила 110 к.с. (82 кВт) при 4500 об/хв. Передня підвіска стала жорсткішою, а на капоті з'явились прорізи й ремінь. Приблизно 70% 100М фарбувались у два кольори. Зокрема на Лондонському автосалоні 1955 р. представлялись автомобілі у біло-червоній та чорно-рожевій кольорових схемах. Загалом було виконано 640 екземплярів 100M.

Вузли і деталі 100М (разом з поршнями із більшою компресійною висотою) були доступні як комплект модернізації двигуна Ле Ман (Le Mans Engine Modification Kit). Компоненти могли встановлюватись як на BN1 так і на BN2, збільшуючи потужність двигуна приблизно до 100 к.с. (75 кВт) при 4500 об/хв. Пропонований BMC комплект давав змогу власниками створювати власні модифікації
Спочатку BN2 був доступний у червоному кольорі (Carmine Red і Reno Red), пізніше з'явились зелений (Spruce Green), голубий (Healey Blue), білий (Old English White), чорний та сірий (Gunmetal Grey — 50 автомобілів). Двоколірні опції: білий/чорний, червоний/чорний, голубий/білий, чорний/червоний, зелений/білий.
До січня 1956 р. виготовляли 200 автомобілів кожного місяця, а продажі у Каліфорнії сягали 150 авт./місяць.
Останній BN2 виконали у липні 1956 р., а загалом було виконано 4604 екземпляри моделі BN2 (включно зі 100М).

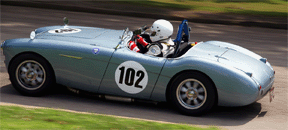
Austin Healey BN-2 на гонках вінтажних автомобілів

Чимало Austin-Healey BN2 та 100М беруть участь у гонках вінтажних автомобілів типу Pittsburgh Vintage Gran Prix.

## 100S

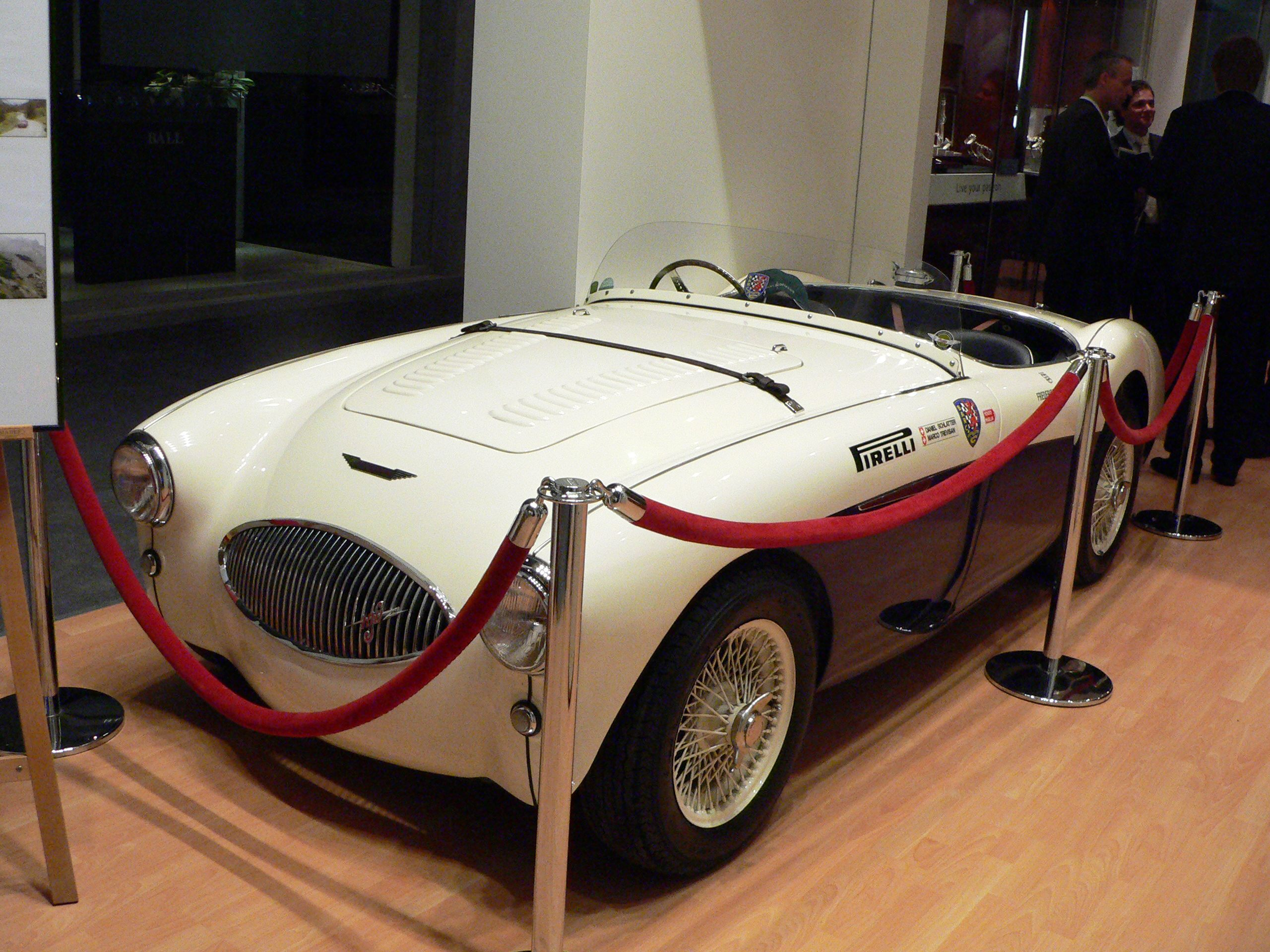
Austin-Healey 100S

Створена для змагань модель 100S (Sebring) мала кузов з алюмінієвого сплаву, двигун потужністю 132 к.с. (98 кВт) при 4700 об/хв. Виконали тільки 50 автомобілів, не враховуючи ще 5 створених вручну на Donald Healey Motor Company для тестових робіт. Для зменшення маси та покращення динамічних властивостей литу чавунну ГБЦ замінили головкою з алюмінієвого сплаву, підвищувальну передачу не ставили. Гальмівні механізми усіх коліс стали дисковими (Dunlop) — вперше у світі. Для більшого зниження маси усунули бампери та дах, зменшили решітку, лобове скло виконали з пластику. Загалом маса автомобіля знизилась на 91 кг (200 фунтів). Більшість Austin-Healey 100S були двоколірними біло-голубими (Lobelia Blue). Незначна кількість була червоно-зеленою (Spruce Green/Red), один автомобіль чорний.
Не реставрований тестовий  Austin-Healey  100S котрим керували Ленс Маклін, Гордон Вілкінс та Марсел Бекварт був проданий за рекордну суму у £843,000 ($1,323,915) 1 грудня 2011 р. на аукціоні Бонхамс. Автомобіль взяв участь у катастрофі 1955 р. на Ле Мані, коли загинуло 84 людини, а 120 отримали травми.

## EVV 106
Austin'ом-Healey 100S керував Девій Шейл (David Shale). Відомо, що він отримав щонайменше 13 призових мість, чотири з котрих перші.[джерело?] Широко відомий автомобіль як EEV був проданий £673,500 на аукціоні Бонхамс (Bonhams Goodwood Festival) 27 червня 2014 р.

## «Великі Хіллі» (Big Healeys)

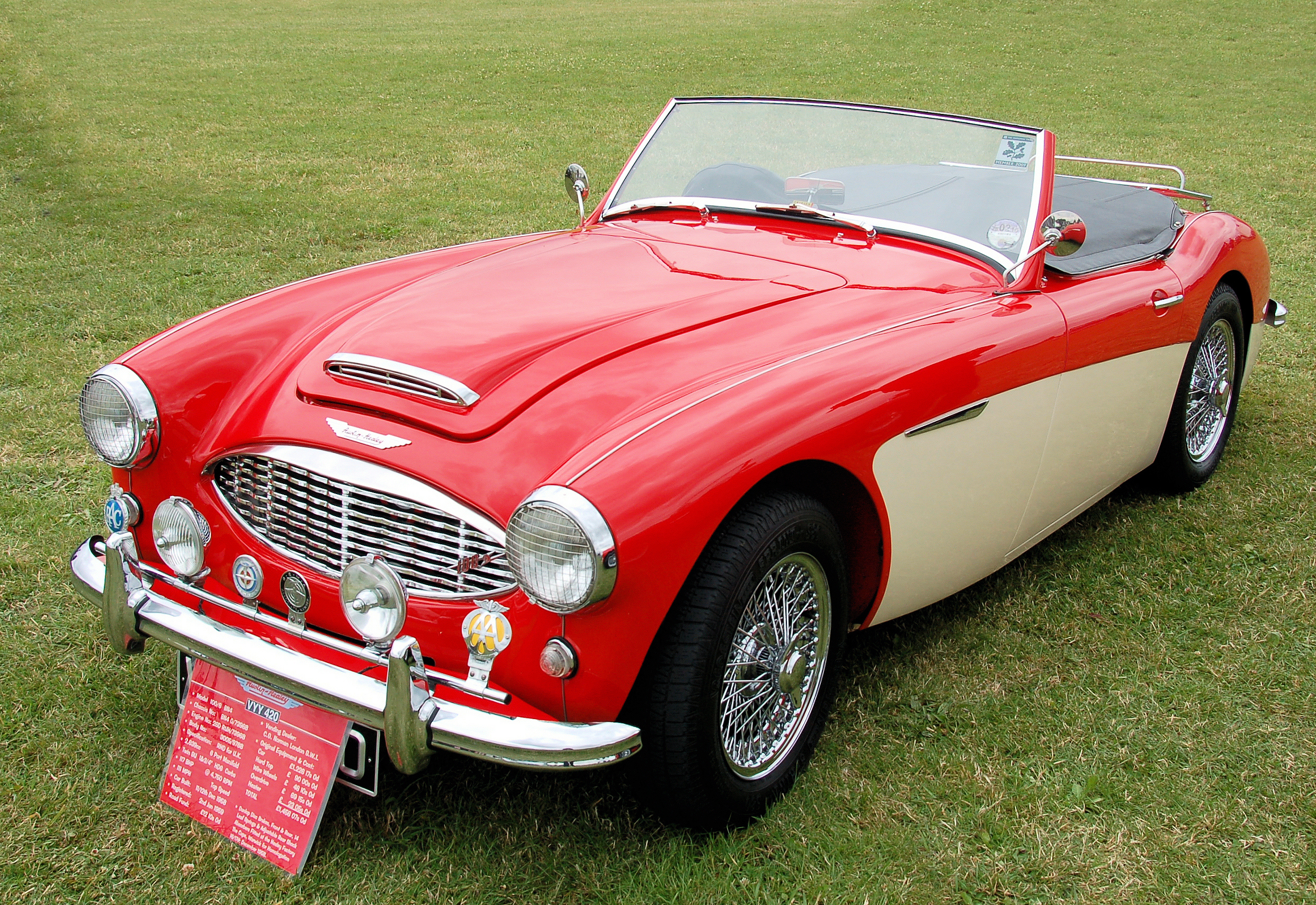
Austin-Healey 100-6

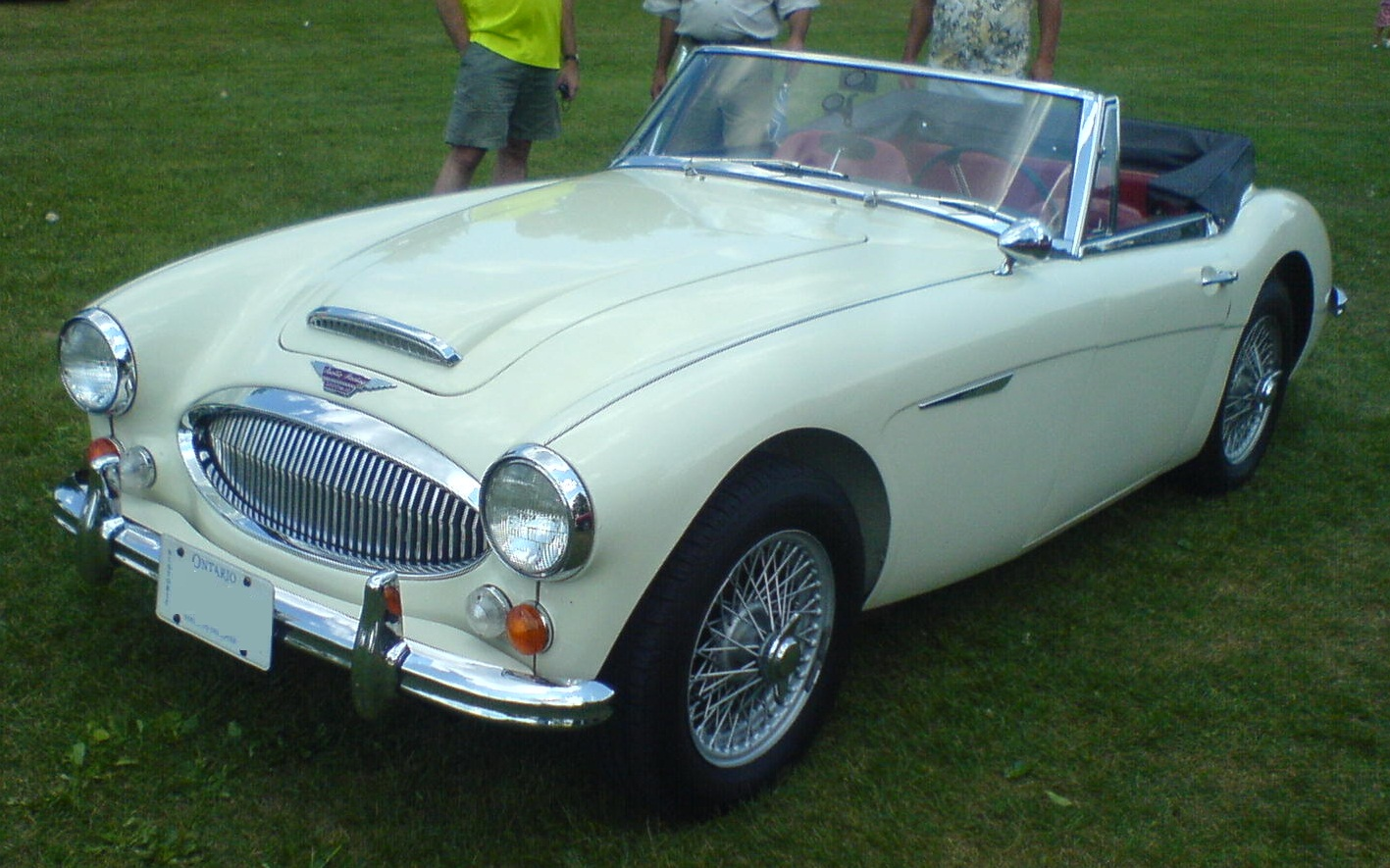
Austin-Healey 3000

Austin-Healey 100 був першим з трьох автомобілів, що отримали назву "Великі Хіллі" для відмінності від більш пізніх та менших Austin-Healey Sprite. Наступним був Austin-Healey 100-6, й потім Austin-Healey 3000. Не зважаючи на подібність у назвах, Austin-Healey 100-6 має більше спільного з Austin-Healey 3000 аніж з оригінальним Austin-Healey 100 як зовні так і зсередини.

### 100-6
У 1956 р. збільшилась колісна база, стиль кузова, сидіння (котрі у 1958 р. стали опцією разом з появою двомісного BN6, що виготовлявся паралельно з BN4 2+2), а силовий агрегат повністю замінили на 6-циліндровий BMC C-Series.

### 3000
У 1959 р. робочий об'єм двигуна збільшили з 2,6 до 2,9 л й автомобіль перейменували на Austin-Healey 3000. Були доступні два варіанти: 2-місний та 2+2.
Модель 3000 виготовлялась у 3 модифікаціях (Marks) та 4 моделях. Виробництво тривало до 1968 р., а кількість випущених автомобілів становила 60% від усіх «Великих Хіллі».

### Позначення моделей
- 100: 2-місний
  - BN1: 3 передачі +OD, 1952–55
  - BN2: 4 передачі +OD, 1955–56
  - AHS: 1955
- 100/6
  - BN4: 2+2, 1956–59
  - BN6 2-місний, 1958–59
- 3000 Mk I
  - BN7 2-місний. 1959–61
  - BT7 2+2, 1959–61
- 3000 Mk II
  - BN7 2-місний, 1961–62
  - BT7 2+2, 1961–62
  - BJ7 2+2, 1962–63
- 3000 Mk III
  - BJ8 Phase 1 2+2, 1964
  - BJ8 Phase 2 2+2, 1964–68

## Зовнішні посилання
- Austin Memories [Архівовано 23 лютого 2011 у Wayback Machine.]—Історія марки "Остін" та Лонгбриджу
- Volunteer register with records and photos of the 100 [Архівовано 22 грудня 2015 у Wayback Machine.]